# Sørholmane
Die Sørholmane (norwegisch für Südinseln) sind eine Inselgruppe vor der Ingrid-Christensen-Küste des ostantarktischen Prinzessin-Elisabeth-Lands. Sie liegen westlich der Hovdøya im südöstlichen Teil der Prydz Bay.
Norwegische Kartografen, die sie auch benannten, kartierten sie im Detail anhand von Luftaufnahmen, die bei der Lars-Christensen-Expedition 1936/37 entstanden.